# Heineken N.V.
Heineken N.V. (phát âm tiếng Hà Lan: [ˈɦɛinəkə(n)]), được gắn nhãn hiệu là The Heineken Company là một công ty sản xuất bia đa quốc gia của Hà Lan, được thành lập vào năm 1864 bởi Gerard Adriaan Heineken tại Amsterdam. Tính đến  năm 2019, Heineken sở hữu hơn 165 nhà máy bia tại hơn 70 quốc gia. Công ty sản xuất 348 loại bia và cider quốc tế, khu vực, địa phương và đặc sản và sử dụng khoảng 85.000 nhân viên.
Với sản lượng bia hàng năm là 24,14 tỷ lít vào năm 2019 và doanh thu toàn cầu là 23,894 tỷ euro vào năm 2019, Heineken N.V. là nhà sản xuất bia số một ở châu Âu và là một trong những nhà sản xuất bia lớn nhất thế giới tính theo sản lượng. Các nhà máy bia Hà Lan của Heineken nằm ở Zoeterwoude, 's-Hertogenbosch và Wijlre. Nhà máy bia ban đầu ở Amsterdam, đóng cửa vào năm 1988, được bảo tồn như một bảo tàng có tên gọi là Heineken Experience.
Kể từ khi sáp nhập giữa hai đế chế sản xuất bia lớn nhất thế giới, Anheuser-Busch InBev và SABMiller, vào tháng 10 năm 2016, Heineken là nhà sản xuất bia lớn thứ hai trên thế giới.

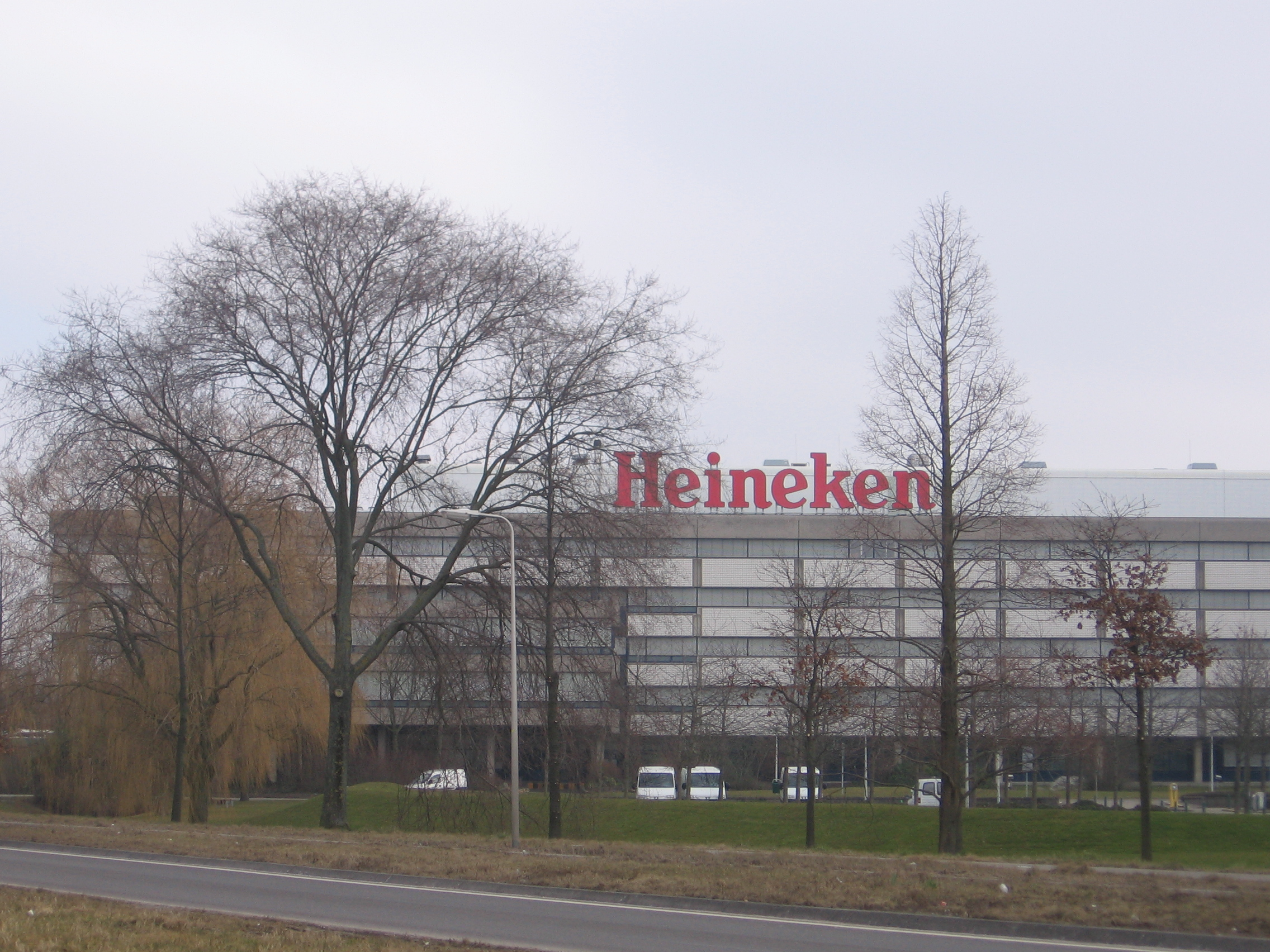
Nhà máy bia Heineken ở Zoeterwoude, Hà Lan

## Lịch sử

### Gerard Adriaan Heineken
Công ty Heineken được thành lập vào năm 1864 khi Gerard Adriaan Heineken, lúc đó 22 tuổi, mua một nhà máy bia có tên là De Hooiberg (đống cỏ khô) ở Amsterdam. Năm 1869, Heineken chuyển sang sử dụng men lên men chìm. Năm 1873, tên nhà máy bia đổi thành Heineken's Bierbrouwerij Maatschappij (HBM), và mở một nhà máy bia thứ hai tại Rotterdam vào năm 1874. Năm 1886, Tiến sĩ H. Elion, học trò của nhà hóa học Louis Pasteur người Pháp, đã phát triển "Heineken A-yeast" trong phòng thí nghiệm của Heineken. Nấm men này vẫn là thành phần chính của bia Heineken.

### Henry Pierre Heineken
Con trai nhà sáng lập, Henry Pierre Heineken, quản lý công ty từ năm 1917 đến năm 1940 và tiếp tục tham gia vào công ty cho đến năm 1951. Trong nhiệm kỳ của mình, Heineken đã phát triển các kỹ thuật để duy trì chất lượng bia đồng nhất trong quá trình sản xuất quy mô lớn.
Sau Thế chiến I, công ty ngày càng tập trung vào xuất khẩu. Ba ngày sau khi Lệnh cấm kết thúc tại Hoa Kỳ, lô hàng Heineken đầu tiên đã cập cảng New York. Từ ngày đó trở đi, Heineken vẫn là một trong những thương hiệu bia nhập khẩu thành công nhất tại Hoa Kỳ.

### Alfred Henry Heineken

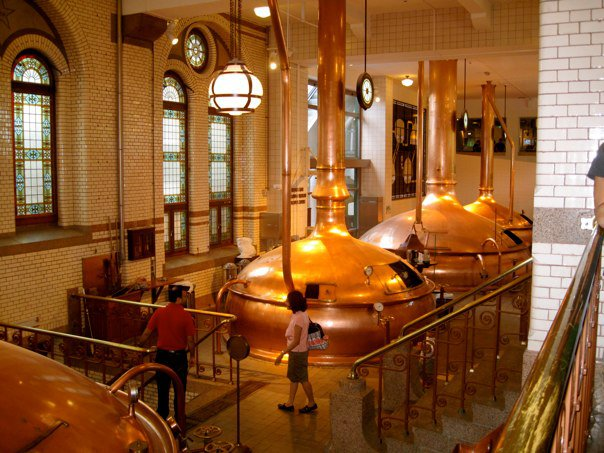
Bên trong nhà máy bia Heineken trước đây ở Amsterdam, mà bây giờ là bảo tàng Heineken Experience

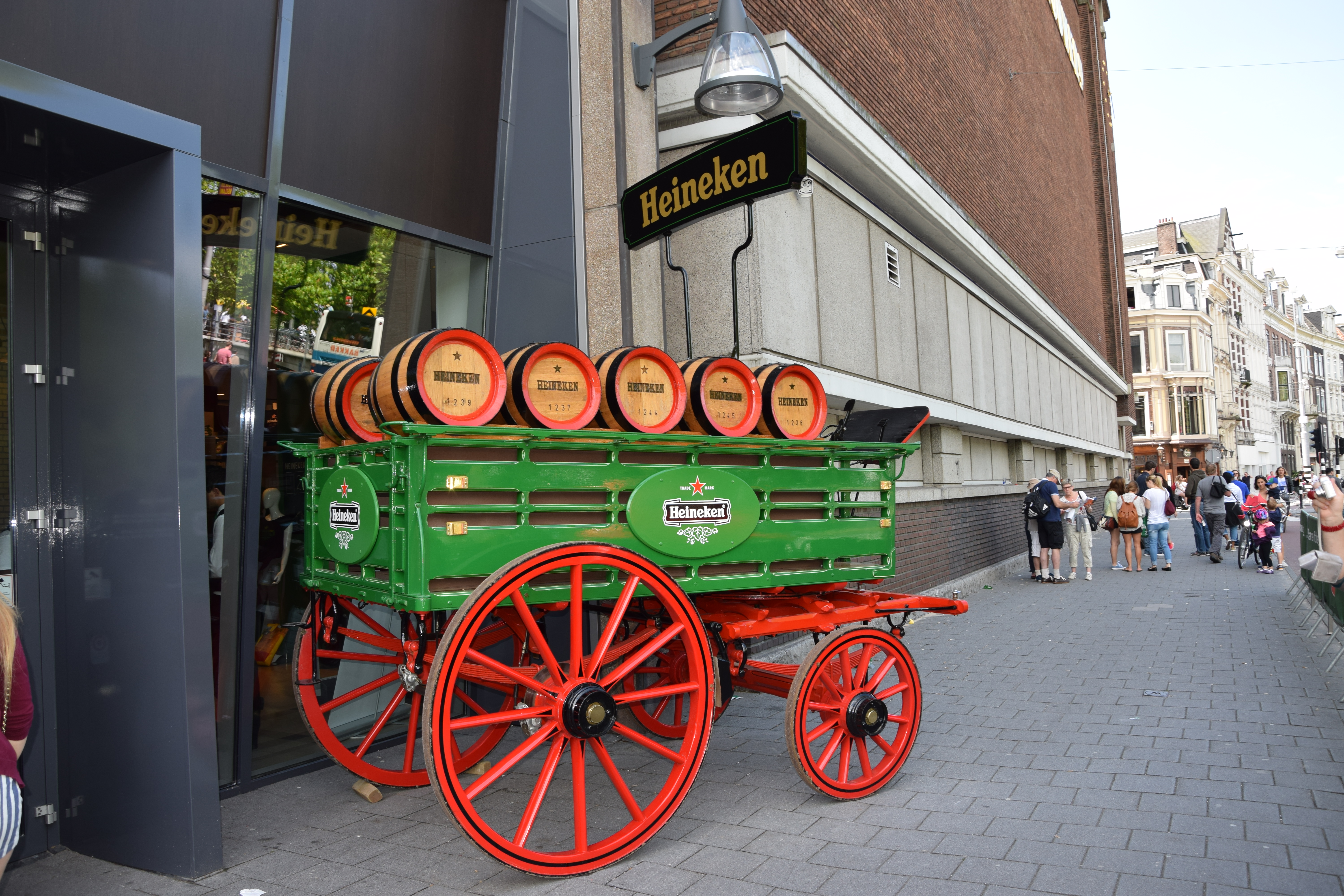
Bên ngoài nhà máy bia Heineken cũ ở Amsterdam, hiện là bảo tàng Heineken Experience

Ngày 1 tháng 6 năm 1941, con trai của Henry Pierre, Alfred Henry "Freddy" Heineken, gia nhập công ty Heineken, khi đó không còn thuộc sở hữu của gia đình nữa. Freddy đã mua lại cổ phiếu sau đó vài năm, để đảm bảo gia đình kiểm soát lại công ty, và vào năm 1971 được bổ nhiệm làm Chủ tịch Hội đồng quản trị. Ông là một thế lực mạnh mẽ đằng sau sự mở rộng toàn cầu liên tục của Heineken, và mặc dù ông đã nghỉ hưu khỏi Hội đồng quản trị vào năm 1989, ông vẫn duy trì sự tham gia của mình vào công ty cho đến khi qua đời vào năm 2002.

Logo công ty được sử dụng đến năm 2011

Trong thời gian này, Heineken đã cố gắng tăng giá cổ phiếu của mình bằng cách mua các nhà máy bia cạnh tranh và đóng cửa chúng. Sau Thế chiến II, nhiều nhà máy bia nhỏ đã được mua hoặc đóng cửa. Năm 1968, Heineken sáp nhập với đối thủ cạnh tranh lớn nhất của mình, Amstel, và vào năm 1975 đã mở một nhà máy bia mới tại Zoeterwoude. Nhà máy bia Amstel đã đóng cửa vào năm 1980 và hoạt động sản xuất của nhà máy được chuyển đến Zoeterwoude và Den Bosch.

### Lịch sử gần đây
Từ giữa năm 2007, Heineken đã tiếp quản các thương hiệu cũ của S&N International như các loại cider Strongbow và Bulmers và các loại bia John Smith's và Newcastle Brown Ale. Với việc mua lại một phần Scottish and Newcastle vào năm 2007/2008, Heineken đã trở thành nhà sản xuất bia lớn thứ ba dựa trên doanh thu, sau AB InBev của Bỉ-Brazil và SAB của Anh-Nam Phi. Heineken sở hữu thương hiệu bia Dačický của Séc, được sản xuất tại Kutná Hora từ năm 1573 cho đến khi Heineken tiếp quản và đóng cửa nhà máy bia vào năm 2009.
Vào tháng 10 năm 2016, sau khi sáp nhập giữa Anheuser-Busch InBev và SABMiller, Heineken trở thành nhà sản xuất bia lớn thứ hai thế giới.
Vào ngày 12 tháng 1 năm 2010, Heineken International đã mua thành công bộ phận sản xuất bia của gã khổng lồ Mexico FEMSA trong một thỏa thuận toàn bộ cổ phiếu mở rộng phạm vi hoạt động của mình trên khắp Châu Mỹ Latinh. Thỏa thuận này đã mang lại các thương hiệu như Dos Equis, Sol, Tecate, Indio, Bohemia và Kloster. Sau thỏa thuận, Heineken bắt đầu bán sản phẩm của mình tại Mỹ Latinh thông qua mạng lưới phân phối của FEMSA. Thỏa thuận này khiến FEMSA trở thành chủ sở hữu 20% của Heineken N.V. về cơ bản trở thành cổ đông đơn lẻ lớn nhất sau các gia đình người Hà Lan (gia đình Heineken và gia đình Hoyer) sở hữu 25,83% và các cổ đông công chúng sở hữu 54,17%. Việc mua lại FEMSA dự kiến sẽ giúp Heineken duy trì vị thế vững chắc của mình bằng cách tăng thị phần tại các thị trường Mỹ Latinh. FEMSA có mạng lưới phân phối rộng lớn và sở hữu chuỗi cửa hàng tiện lợi lớn nhất Mexico OXXO, với hàng nghìn địa điểm trên khắp cả nước.

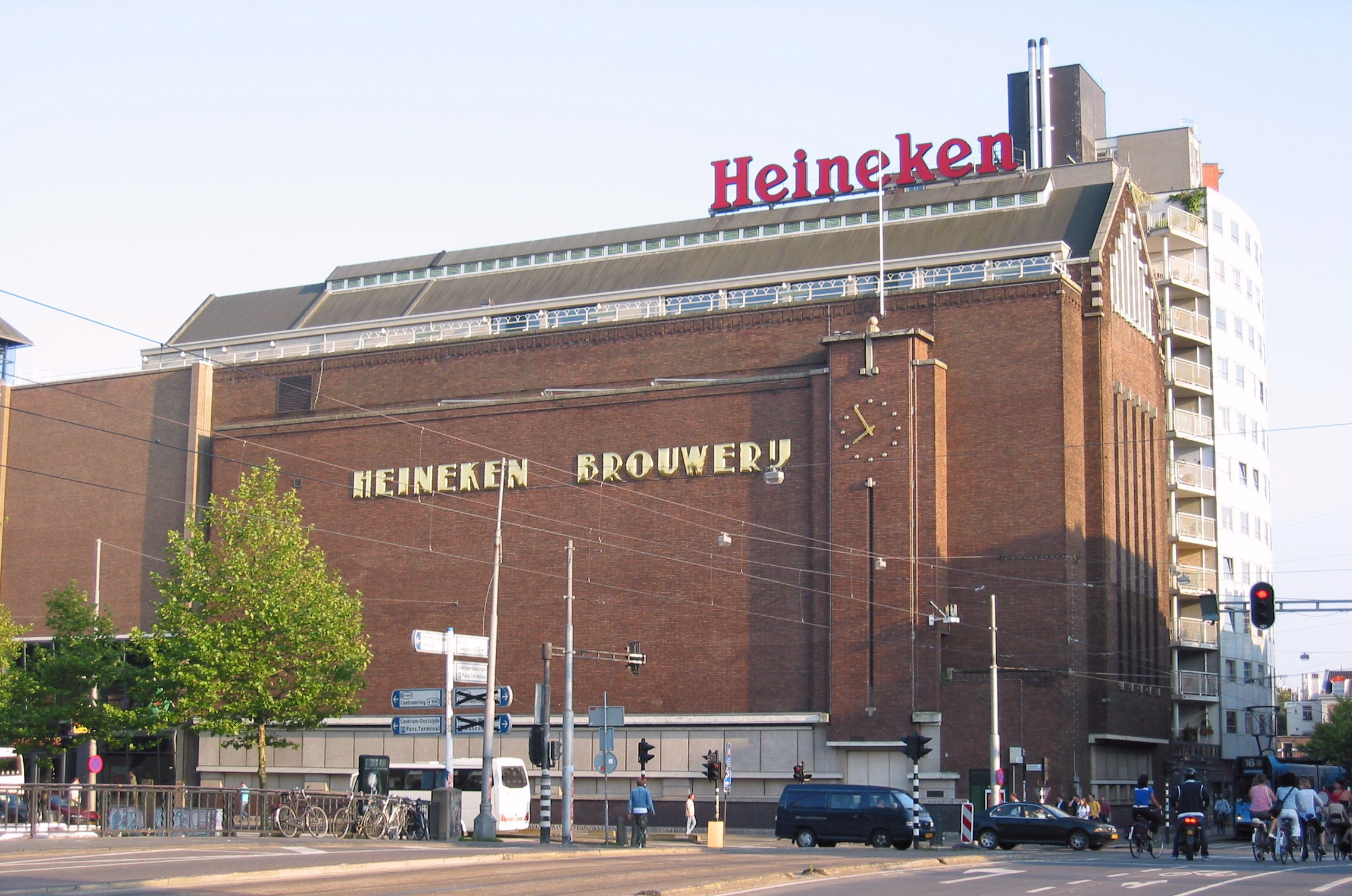
Bên ngoài nhà máy bia Heineken cũ ở Amsterdam trên Stadhouderskade và Ferdinand Bolstraat

Vào tháng 9 năm 2014, có thông báo rằng Heineken sẽ bán doanh nghiệp bao bì Empaque của Mexico cho Crown với giá khoảng 1,23 tỷ đô la. Cũng trong tháng đó, Heineken tiết lộ rằng họ đang đàm phán để bán hoạt động kinh doanh tại Cộng hòa Séc cho Molson Coors.
Vào ngày 10 tháng 9 năm 2015, Heineken International tuyên bố sẽ mua 50% cổ phần của Lagunitas Brewing Company của Petaluma ở California như một phần của nỗ lực cho phép (Lagunitas) mở rộng hoạt động trên toàn cầu. Theo thỏa thuận, Lagunitas sẽ không còn được coi là nhà sản xuất bia thủ công vì cổ phần của Heineken lớn hơn 25%.
Vào tháng 1 năm 2017, Heineken thông báo đang đàm phán để mua lại 12 nhà máy bia của Kirin Company tại Brazil. Tháng sau, Heineken đã hoàn tất thỏa thuận và mua lại Brasil Kirin với giá 700 triệu đô la Mỹ.
Vào ngày 4 tháng 5 năm 2017, sau khi mua lại 50% Công ty bia Lagunitas, Heineken tuyên bố sẽ mua lại 50% còn lại và trở thành chủ sở hữu duy nhất của Lagunitas.
Năm 2018, Heineken đã ký một thỏa thuận với China Resources Enterprises để mua 40% cổ phần của công ty.
Vào tháng 6 năm 2018, Heineken đã bổ nhiệm Maggie Timoney làm CEO của Heineken USA, khiến bà trở thành người phụ nữ đầu tiên trở thành CEO của một nhà cung cấp bia lớn tại Hoa Kỳ.
Vào tháng 6 năm 2021, cổ phần của Heineken tại United Breweries của Ấn Độ đã tăng lên 61,5%, cuối cùng nắm quyền kiểm soát công ty.
Vào tháng 4 năm 2023, Heineken đã hoàn tất việc mua lại Distell và Namibia Breweries.
Vào tháng 5 năm 2023, Heineken N.V. đã mua lại 333 triệu euro cổ phiếu từ FEMSA. FEMSA sẽ không còn nắm giữ bất kỳ cổ phiếu nào tại Heineken N.V. và Heineken Holding N.V. ngoài các cổ phiếu Heineken Holding N.V. làm cơ sở cho trái phiếu có thể chuyển đổi.
Vào tháng 8 năm 2023, Heineken thông báo bán tài sản tại Nga cho Arnest Group với giá 1 euro cộng với cam kết trả nợ trong nước là 100 triệu euro.

## Tiếp thị

### Quảng cáo
Khẩu hiệu quảng cáo chính của Heineken tại Anh là "Làm mới những phần mà các loại bia khác không thể đạt tới", một số trong đó có giọng kể chuyện của nghệ sĩ hài/nghệ sĩ piano người Đan Mạch Victor Borge. Chiến dịch truyền hình Anh đã diễn ra trong hơn 30 năm – kết thúc vào năm 2005. Từ tháng 3 năm 2011, họ đã quảng cáo bằng bài hát 'The Golden Age' của The Asteroids Galaxy Tour. Sau thành công của The Entrance, một quảng cáo trên web (4 triệu lượt xem trên YouTube), Heineken đã ra mắt The Date vào tháng 5 năm 2011.
Vào tháng 3 năm 2017 tại Amsterdam, Heineken đã mở một tiệm bánh pop-up trong năm ngày để quảng bá loại men được sử dụng trong quá trình ủ bia. Bánh mì được làm bởi Mark Plaating và số tiền thu được được quyên góp cho một hội làm bánh địa phương.

### Tài trợ

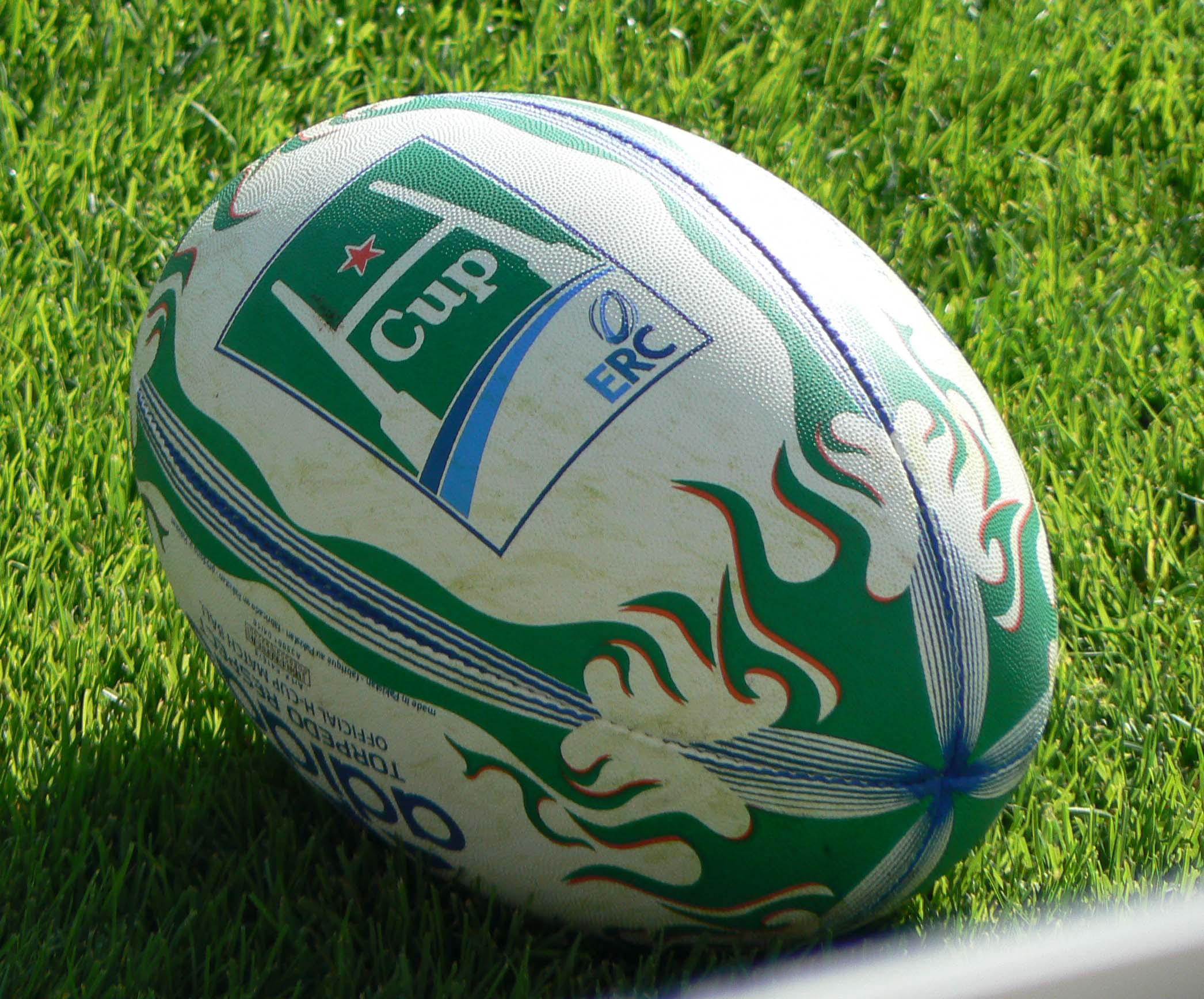
Quả bóng bầu dục được sử dụng tại Heineken Cup

Heineken tài trợ cho một số sự kiện thể thao. Heineken Cup là một cuộc thi bóng bầu dục liên hiệp knock-out thường niên có sự tham gia của các câu lạc bộ, đội khu vực và đội tỉnh hàng đầu từ Sáu Quốc Gia: Anh, Pháp, Scotland, Wales, Ireland và Ý. Heineken là nhà tài trợ chính từ giải đấu đầu tiên của cúp vào năm 1995–96, cho đến khi giải đấu kết thúc vào năm 2014 và được thay thế bằng Champions Cup. Heineken tiếp tục tài trợ cho European Club Rugby với tư cách là đối tác chính của European Rugby Champions Cup, trở lại tài trợ chính thức cho Champions Cup từ 2018–19. Họ đã được ghi nhận là Founding Partner of European Rugby.

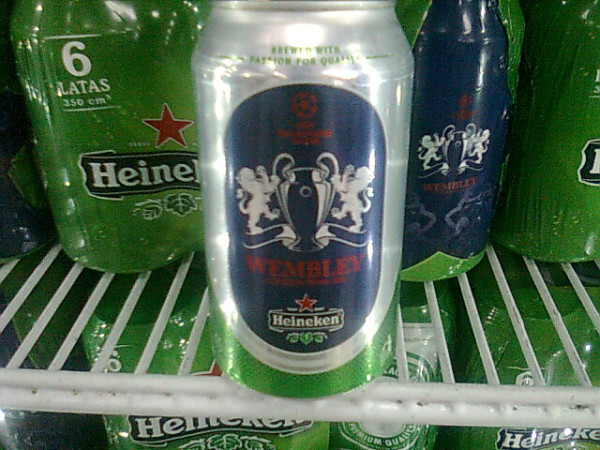
Một lon Heineken với logo của Chung kết UEFA Champions League 2011

Heineken đã là đối tác không thể thiếu của UEFA Champions League kể từ năm 2005, với chủ đề "Cùng nhau thưởng thức trên toàn thế giới". Heineken Open là một giải đấu quần vợt thuộc ATP ATP Tour 250 được tổ chức tại Auckland, New Zealand. Heineken cũng tài trợ cho các sự kiện âm nhạc: Heineken Open'er Festival, một lễ hội âm nhạc đương đại được tổ chức tại Ba Lan; và, kể từ năm 2004, lễ hội âm nhạc Oxegen tại Ireland. Heineken tài trợ cho Ballyheigue Summerfest tại County Kerry, Ireland. Năm 2016, Heineken trở thành Bia chính thức của Giải vô địch thế giới Công thức 1 sau Canadian Grand Prix. Trong vòng loại trực tiếp của mùa giải 2019–20, Heineken 0,0% đã trở thành loại bia chính thức của UEFA Europa League khi mùa giải tiếp tục và sau đó là khởi đầu của mùa giải 2020–21.

### Holland Heineken House
Từ năm 1992, Heineken cùng với NOC*NSF tổ chức địa điểm gặp gỡ của người Hà Lan tại tất cả các kỳ Thế vận hội, được gọi là Holland Heineken House.

### Heineken Experience

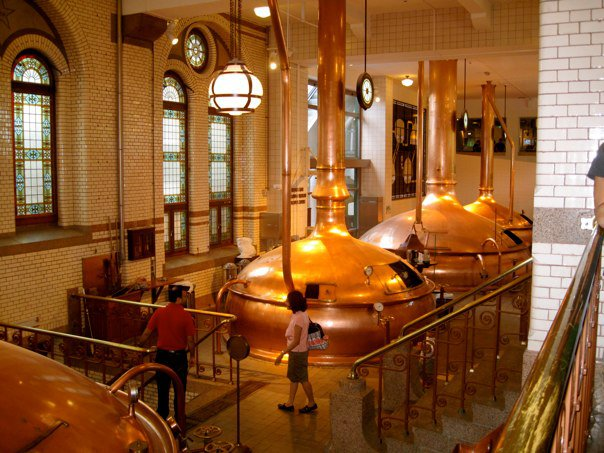
Bên trong Heineken Experience

Heineken Experience là một bảo tàng về Heineken Pilsener và nhà máy bia Heineken, có trụ sở tại nhà máy bia ban đầu ở Amsterdam. Tòa nhà ban đầu được xây dựng vào năm 1867 và được sử dụng làm nhà máy bia cho đến năm 1988. Năm 1991, khi một phần của cơ sở bị phá bỏ, Trung tâm Thông tin và Lễ tân Heineken (tiếng Hà Lan: Heineken ontvangst- en informatiecentrum) đã được mở trong tòa nhà còn lại. Năm 2001, tên gọi đã được đổi thành Heineken Experience.
Bảo tàng có "các chuyến đi", triển lãm tương tác và hai quầy bar. Bảo tàng cũng cung cấp cái nhìn sâu sắc về lịch sử công ty và quy trình sản xuất bia qua nhiều năm. Du khách sẽ nhận được một ly nếm thử nhỏ và hai ly bia Heineken cỡ lớn để uống vào cuối chuyến tham quan, cả hai đều được thanh toán bằng lệ phí vào cửa 21 euro.

## Thao khảo
1. 1 2  "Executive Team". Heineken. Bản gốc lưu trữ ngày 13 tháng 8 năm 2015. Truy cập ngày 6 tháng 7 năm 2015.
2. 1 2 3 4 5
3. ↑  "Ownership structure | The HEINEKEN Company". The HEINEKEN Company (bằng tiếng Anh). Truy cập ngày 11 tháng 12 năm 2023.
4. ↑  "Charlene de Carvalho-Heineken & family". Forbes (bằng tiếng Anh). Truy cập ngày 28 tháng 11 năm 2020.
5. ↑  "Press Release" (PDF). Heineken. ngày 20 tháng 1 năm 2017. Truy cập ngày 5 tháng 2 năm 2019.
6. ↑  "Heineken N.V. 2019 Annual Report" (PDF). Heineken. ngày 17 tháng 2 năm 2016. Truy cập ngày 5 tháng 2 năm 2019.
7. ↑  "Company Profile" (PDF). Heineken. Heineken N.V. 2017. Truy cập ngày 5 tháng 2 năm 2019. With recent acquisitions in Africa, India, Asia and Latin America, we are continuing to increase our presence within emerging markets, which will contribute to our ongoing growth.
8. 1 2  Blenkinsop, Philip (ngày 20 tháng 1 năm 2017). "Heineken in talks over Kirin's struggling Brazil business". Reuters. Truy cập ngày 5 tháng 2 năm 2017. Japan's Nikkei business daily reported that Heineken would pay around 100 billion yen ($872 million) for the business.
9. ↑  "Heineken International Brands". heinekeninternational.com. Heineken International. Bản gốc lưu trữ ngày 13 tháng 5 năm 2013. Truy cập ngày 28 tháng 4 năm 2007.
10. ↑  Petr, Miroslav (ngày 2 tháng 6 năm 2017). "Heineken Kutnou Horu zavřel, teď se tam výroba piva opět vrátila Zdroj". Lidové noviny. Truy cập ngày 18 tháng 4 năm 2020.
11. ↑  Blenkinsop, Philip (ngày 20 tháng 1 năm 2017). "Heineken in talks over Kirin's struggling Brazil business". Reuters. Truy cập ngày 5 tháng 2 năm 2017.
12. ↑  "Ownership Structure". Heineken International. ngày 1 tháng 3 năm 2014. Bản gốc lưu trữ ngày 15 tháng 4 năm 2014. Truy cập ngày 12 tháng 4 năm 2014.
13. ↑  Heineken to sell Mexican can, bottle maker to Crown. Reuters, 1 September 2014
14. ↑  Heineken in talks to sell Czech operations to Molson Coors. Reuters, 9 September 2014
15. ↑  John Kell, "Heineken buys 50% stake in craft brewer Lagunitas", Fortune, 10 September 2015
16. ↑  Inagaki, Kana (ngày 13 tháng 2 năm 2017). "Kirin ends Brazilian venture with $700m sale to Heineken". Financial Times. The Financial Times Ltd. Bản gốc lưu trữ ngày 10 tháng 12 năm 2022. Truy cập ngày 24 tháng 2 năm 2017. Deal makes Dutch group the second-biggest brewer in the world's third-largest beer market.
17. ↑  van Tartwijk, Maarten (ngày 20 tháng 1 năm 2017). "Heineken in Talks to Buy Kirin's Brazil Assets". New York: The Wall Street Journal. Truy cập ngày 22 tháng 1 năm 2017.
18. ↑  Swindell, Bill (ngày 4 tháng 5 năm 2017). "Heineken buys remaining 50 percent interest in Lagunitas Brewing Co". The Press Democrat. Sonoma Media Investments, LLC. Bản gốc lưu trữ ngày 8 tháng 5 năm 2017. Truy cập ngày 5 tháng 5 năm 2017. Heineken is buying Lagunitas in a deal to help propel the craft beer sector globally amid a rapidly changing industry.
19. ↑  "Heineken tekent miljardenovereenkomst met grootste Chinese brouwer". ngày 3 tháng 8 năm 2018.
20. ↑  Schultz, E.J. (ngày 5 tháng 6 năm 2018). "Heineken Shatters U.S. Beer Industry's Glass Ceiling, Names Female CEO". Advertising Age. Truy cập ngày 6 tháng 6 năm 2018.
21. ↑  Chatterjee, Dev; Sahu, Ram Prasad (ngày 23 tháng 6 năm 2021). "Heineken buys Mallya's 15% stake to take control of United Breweries". Business Standard India. Truy cập ngày 16 tháng 6 năm 2022.
22. ↑  Mason, Jessica (ngày 27 tháng 4 năm 2023). "Heineken completes Distell and Namibia Breweries acquisition". The Drinks Business (bằng tiếng Anh). Truy cập ngày 3 tháng 12 năm 2023.
23. ↑  "Heineken N.V. purchases €333 million in shares from FEMSA". Heineken N.V. purchases €333 million in shares from FEMSA (bằng tiếng Anh). Truy cập ngày 11 tháng 12 năm 2023.
24. ↑  Heineken Logo: Design and History. FamousLogos.net. Retrieved 12 June 2011.
25. ↑  Walsh, Dominic (ngày 21 tháng 10 năm 2005). "Heineken calls last orders on television ads after 30 years". The Times. London. Bản gốc lưu trữ ngày 24 tháng 2 năm 2007. Truy cập ngày 4 tháng 5 năm 2010.
26. ↑  Walsh, Dominic (ngày 21 tháng 10 năm 2005). "Attempt to reach other parts with stronger beer". The Times. London. Bản gốc lưu trữ ngày 1 tháng 3 năm 2007. Truy cập ngày 4 tháng 5 năm 2010.
27. ↑  "Heineken lance The Date, sa nouvelle campagne virale sur le web". Thebuzzbrowser.fr. Truy cập ngày 26 tháng 2 năm 2014.
28. ↑  "Heineken Opens a Pop-Up Bakery in Amsterdam to Promote Its Yeast – Video – Creativity Online" (bằng tiếng Anh). Truy cập ngày 4 tháng 5 năm 2017.
29. ↑  "Heineken International Heineken announces new UEFA Champions League" (Thông cáo báo chí). Bản gốc lưu trữ ngày 21 tháng 3 năm 2012.
30. ↑  "Heineken announces global partnership with Formula One Management". Formula One (Thông cáo báo chí). ngày 9 tháng 6 năm 2016. Truy cập ngày 9 tháng 6 năm 2016.
31. ↑  "Heineken 0.0% becomes UEFA Europa League partner". UEFA (Thông cáo báo chí). Truy cập ngày 3 tháng 8 năm 2020.
32. ↑  "About Heineken Experience". heinekenexperience.com. Heineken Experience. Bản gốc lưu trữ ngày 9 tháng 5 năm 2007. Truy cập ngày 28 tháng 4 năm 2007.
33. ↑  "Nederlandse Biermusea". michel-tencate.tmfweb.nl. Bản gốc lưu trữ ngày 27 tháng 4 năm 2007. Truy cập ngày 28 tháng 4 năm 2007.